# Objectif de développement durable no 4 des Nations unies

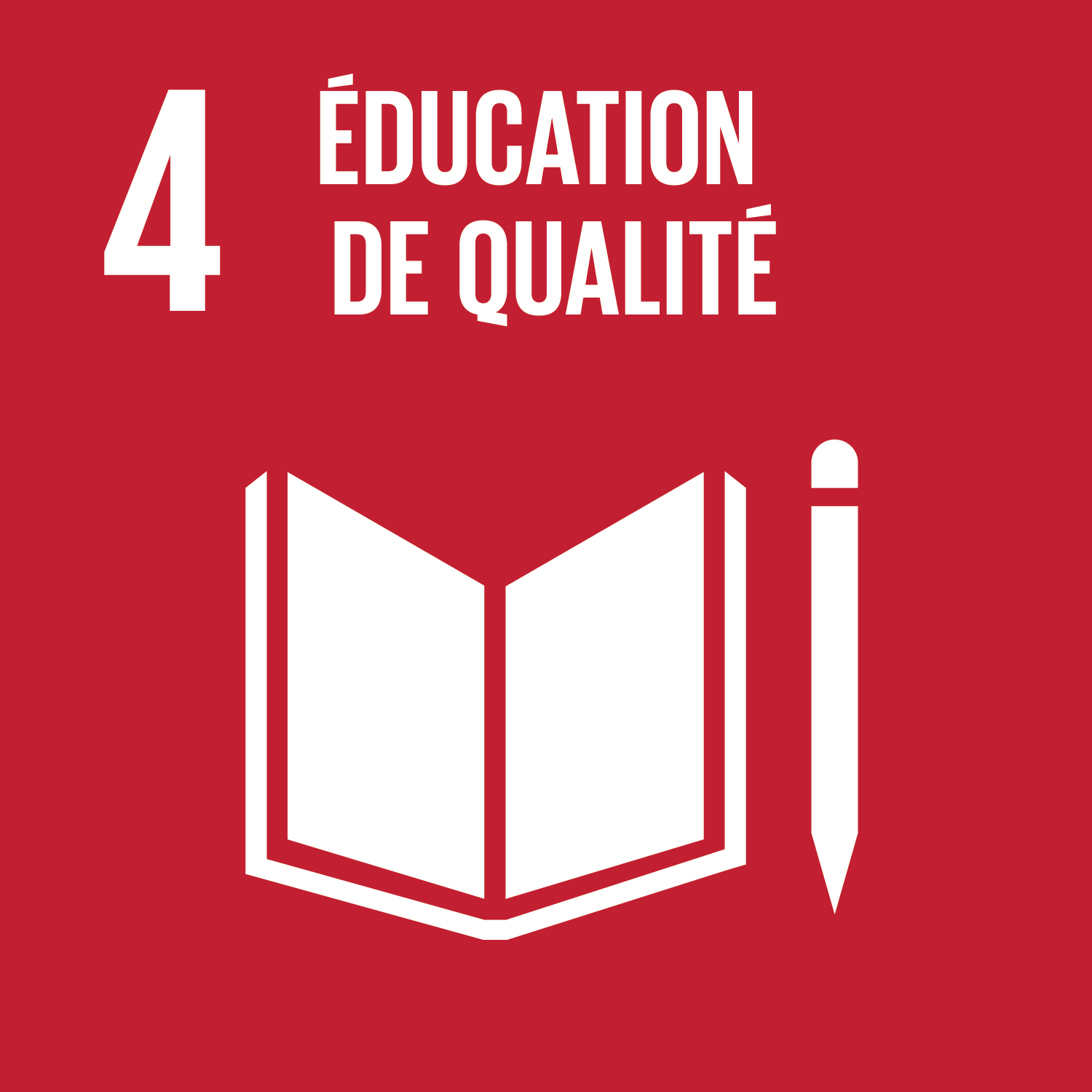
Logo Objectif de développement durable no 4.

Éducation de qualité
Pour un article plus général, voir Objectifs de développement durable.

L'objectif de développement durable no 4 des Nations unies concerne la thématique d’une éducation de qualité, objectif no 4 parmi les 17 objectifs de développement durable (ODD) adoptés en 2015 par l’Assemblée générale des Nations unies. Son intitulé complet est : « Assurer l’accès de tous à une éducation de qualité, sur un pied d’égalité, et promouvoir les possibilités d’apprentissage tout au long de la vie. »

## Enjeux
Le quatrième objectif vise à garantir l’accès à tous et toutes à une éducation de qualité, gratuite et équitable à travers toutes les étapes de la vie, en éliminant les disparités entre les sexes et les revenus.
« Accent renouvelé sur l’équité, l’inclusion et égalité des genres » : Assurer une éducation préscolaire, primaire et secondaire universelle, conduisant à des résultats d’apprentissage pertinents pour tous les enfants, jeunes et adultes, servant de fondement à l’apprentissage tout au long de la vie et dans tous les domaines de celle-ci.
« Accent renouvelé sur l’efficacité de l’apprentissage » : Éliminer les inégalités entre les genres et de garantir aux populations vulnérables (aux personnes handicapées et aux peuples autochtones…) à un accès plus équitable à tous les niveaux de l’éducation et de la formation professionnelle.
« Nouvel accent sur la pertinence de l’apprentissage » : Insister à nouveau sur l’efficacité de l’apprentissage et l’acquisition de connaissances, d’aptitudes et de compétences utiles.
« Un champ large offrant à tous des possibilités d’apprentissage tout au long de la vie » : Insister sur la pertinence de l’apprentissage, aussi bien du point de vue des compétences professionnelles et techniques pour un travail décent que pour la « citoyenneté mondiale dans un monde pluriel, interdépendant et interconnecté. »
L’ODD 4 met l’accent sur l’acquisition de compétences fondamentales pour vivre dans une société durable. Par ailleurs, L’ODD 4 appelle aussi à la construction et à l’amélioration des infrastructures éducatives, à l’augmentation du nombre de bourses d’études supérieures octroyées aux pays en développement et du nombre d’enseignements qualifiés dans ces pays. En 2019, en l’occasion de la réunion du Forum Politique de haut niveau sur le développement durable dont le thème était Encapaciter les personnes et assurer l’inclusivité et l’équité, l’Objectif no 4 faisait partie des objectifs particulièrement examinés.

## Liste des cibles

### Cibles à atteindre
| Éducation scolaire                                  | 4.1 : D’ici à 2030, faire en sorte que toutes les filles et tous les garçons suivent, sur un cycle complet d’enseignement primaire et secondaire gratuit et de qualité, qui débauche sur un apprentissage véritablement utile. |
| Soins et éducation préscolaires                     | 4.2 : D’ici à 2030, faire en sorte que toutes les filles et tous les garçons aient accès à des activités de développement et de soins de la petite enfance et à une éducation préscolaire de qualité qui les préparent à suivre un enseignement primaire. |
| Formation professionnelle et enseignement supérieur | 4.3 : D’ici à 2030, faire en sorte que les femmes et les hommes aient tous accès dans des conditions d’égalité à un enseignement technique, professionnel ou tertiaire, y compris universitaire, de qualité et d’un coût abordable. |
| Compétences et accès à l’emploi                     | 4.4 : D’ici à 2030, augmenter considérablement le nombre de jeunes et d’adultes disposant des compétences, notamment techniques et professionnelles, nécessaires à l’emploi, à l’obtention d’un travail décent et à l’entrepreneuriat. |
| Égalité des chances                                 | 4.5 : D’ici à 2030, éliminer les inégalités entre les sexes dans le domaine de l’éducation et assurer l’égalité d’accès des personnes vulnérables, y compris les personnes handicapées, les autochtones et les enfants en situation vulnérable, à tous les niveaux d’enseignement et de formation professionnelle. |
| Apprentissages fondamentaux                         | 4.6 : D’ici à 2030, veiller à ce que tous les jeunes et une proportion considérable d’adultes, hommes et femmes, sachent lire, écrire et compter. |
| Éducation au développement durable                  | 4.7 : D’ici à 2030, faire en sorte que tous les élèves acquièrent les connaissances et compétences nécessaires pour promouvoir le développement durable, notamment par l’éducation en faveur du développement et de modes de vie durables, des droits de l’homme, de l’égalité des sexes, de la promotion d’une culture de paix et de non-violence, de la citoyenneté mondiale et de l’appréciation de la diversité culturelle et de la contribution de la culture au développement durable. |
| Accessibilité des établissements scolaires          | 4.a : Faire construire des établissements scolaires qui soient adaptés aux enfants, aux personnes handicapées et aux deux sexes ou adapter les établissements existants à cette fin et fournir un cadre d’apprentissage effectif qui soit sûr, exempt de violence et accessible à tous. |
| Bourses de formation et d’études supérieures        | 4.b : D’ici à 2020, augmenter considérablement à l’échelle mondiale le nombre de bourses d’études offertes aux pays en développement, en particulier aux pays les moins avancés, aux petits États insulaires en développement et aux pays d’Afrique, pour financer le suivi d’études supérieures, y compris la formation professionnelle, les cursus informatiques, techniques et scientifiques et les études d’ingénieur, dans des pays développés et d’autres pays en développement.       |
| Formation des enseignants (PED)                     | 4.c : D’ici à 2030, accroître considérablement le nombre d’enseignants qualifiés, notamment au moyen de la coopération internationale pour la formation d’enseignants dans les pays en développement, surtout dans les pays les moins avancés et les petits États insulaires en développement. |

### Cibles de résultats
| Education primaire et secondaire universelle                                                         | D’ici à 2030, faire en sorte que toutes les filles et tous les garçons suivent, sur un pied d’égalité, un cycle compet d’enseignement primaire et secondaire gratuit et de qualité, qui débouche sur un apprentissage véritablement utile.          |
| Activités de développement                                                                           | D’ici à 2030, faire en sorte que toutes les filles et tous les garçons aient accès à des activités de développement et de soins de la petite enfance et à une éducation préscolaire de qualité qui les préparent à suivre un enseignement primaire. |
| Niveaux similaires de succès dans l’enseignement technique/professionnel et l’enseignement supérieur | D’ici à 2030, faire en sorte que les femmes et les hommes aient tous accès dans des conditions d’égalité à un enseignement technique, professionnel ou tertiaire, y compris universitaire, de qualité et d’un coût abordable.                       |